# Дравидийский национализм

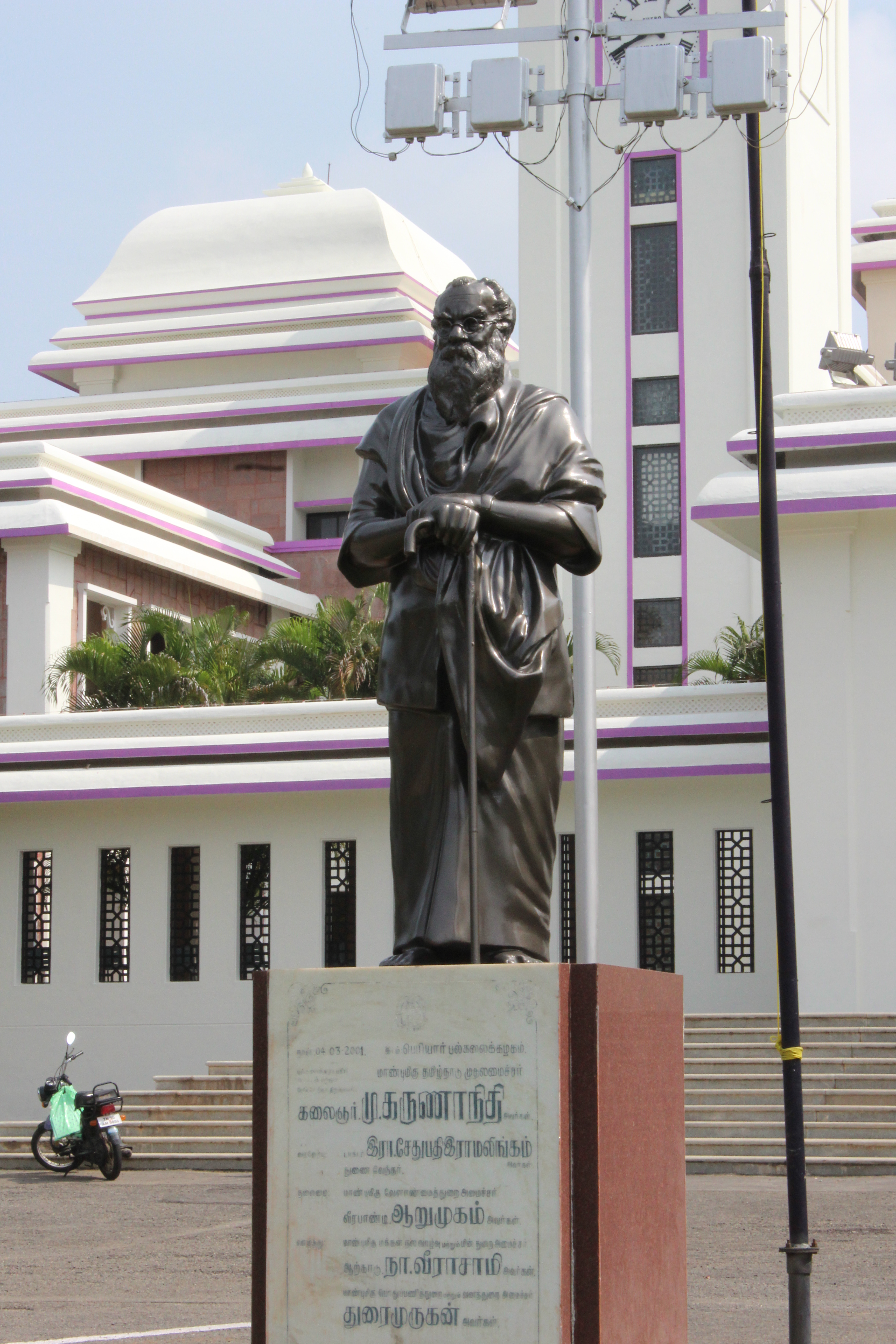
Памятник Перияру И. В. Рамасами, основателю дравидийского движения

Дравидийский национализм, он же дравидианство, сформировался ещё в годы существования Мадрасского президентства — административной единицы Британской Индии, занимавшей значительную часть юга страны. В своём наиболее расширенном состоянии президентство включало территорию современного штата Тамилнад, Малабарское побережье Кералы, прибрежные районы Андхра-Прадеш, южные районы штата Орисса и некоторые районы Карнатаки. На этих территориях проживали четыре основных этнолингвистических группы Южной Индии. Дравидианство активно популяризировалось в 1930-х—1950-х годах, когда сформировалось ряд небольших движений и организаций, утверждавших, что южные индийцы (дравиды) образовали расовую и культурную единицу, отличную от северных индийцев. Дравидианцы утверждали, что брамины и другие высшие касты были изначально арийскими мигрантами с севера и что они навязали свой язык, санскрит, религию и наследие южноиндийским народам.

## История
Раннее дравидийское движение во главе с Перияром И. В. Рамасами требовало создания независимого дравидийского государства, в которое вошли бы все четыре дравидийских штата Южной Индии. Движение не нашло поддержки в дравидийских регионах за пределами Тамилнада. Новая трансформированная идеология дравидийского национализма набирала силу в Тамилнаде в 1930-х и 1950-х годах.
Дравидийский национализм был основан на трёх основных принципах: демонтаж гегемонии браминов; возрождение дравидийских языков (включая телугу, каннада, малаялам и тамильский) и социальная реформа путем отмены существующих кастовых систем, религиозных обычаев и пересмотра равного положения женщин в обществе.
К концу 1960-х годов дравидийские националисты смогли приобрести достаточно популярности и влияния, чтобы прийти к власти в штате Тамилнад. Впоследствии лидеры дравидийских националистов вернулись к идее, что дравиды должны иметь право на отделение от Индии.
Дравидийский национализм породил различные доктрины национального мистицизма и причудливого национального анахронизма, такие как Кумари Кандам из тамильской мифологии, мифический континент к югу от современной Индии в Индийском океане и которым правили предки тамильцев, якобы, затопленный в 16 000 году до нашей эры, или «оригинальную Веду», якобы составленную Мамуни Майя около 10 000 лет назад, исследования Деванея Паванара, якобы доказавшего, что тамильский — самый старый язык человечества, от которого произошли все другие основные языки мира, а также прочее.

## Политические партии
Основная статья: Дравидийские партии

Дополнительная информация: Политика Тамилнада

После победы на выборах 1969 года партии Дравида муннетра кажагам (DMK) под руководством К. Н. Аннадурая дравидийские националисты стали постоянными участниками правительств Тамилнада. После того, как дравидийский народ добился самоопределения, претензии на отделение стали слабее, поскольку большинство основных политических партий, за исключением немногих, привержены развитию Тамилнада в рамках единой Индии. Большинство крупных региональных партий штата, таких как DMK, Всеиндийская федерация дравидского прогресса имени Аннадураи (AIADMK) и Марумаларчи дравида муннетра кажагам (MDMK), часто участвуют в качестве партнёров по коалиции других индийских партий в правительстве Индии в Нью-Дели. Неспособность национальных партий Индии понять и извлечь выгоду из дравидийского национализма является одной из основных причин их практически отсутствия в современном Тамилнаде. Современный дравидийский национализм фактически способствовал более мягкому воспеванию дравидийской идентичности и «возвышению» бедных.